# Fade to Silence
Fade to Silence est un jeu vidéo de survie et d'action. Le jeu est sorti initialement sur Steam Early Access le 14 décembre 2017,, la version complète est finalement sortit le 30 avril 2019.

## Système de jeu
Le joueur prend le contrôle du personnage protagoniste appelé Ash, qui est décrit comme un "leader naturel" chargé d'affronter "les monstres et les éléments dans un environnement post-apocalyptique recouvert d'un hiver sans fin". Fade to Silence permet aux joueurs de "construire, améliorer et défendre" leurs refuges, ainsi que de sauver et de recruter des adeptes, de combattre les monstres et d'explorer un paysage enneigé de 10 km au carré,.

## Développement
Fade to Silence a été annoncé aux Game Awards 2017 en décembre 2017. Ce sera un jeu de survie se déroulant dans une forêt enneigée, obligeant le joueur à collecter des ressources, à construire un refuge et à en recruter pour suivre. Le jeu est entré en accès anticipé le 14 décembre 2017, en prévision pour une sortie complète en août 2018.